# Прудок (Березинський район)
Прудок (біл. вёска Прудок) — село в складі Березинського району Мінської області, Білорусь. Село підпорядковане Дмитровицькій сільській раді, розташоване в східній частині області.